# Kalasjön (Burseryds socken, Småland)
Kalasjön är en sjö i Gislaveds kommun i Småland och ingår i Nissans huvudavrinningsområde.